# Шушинський музей образотворчого мистецтва
Музей образотворчого мистецтва — музей, розташований у місті Шуші Шушинського району невизнаної Нагірно-Карабаської Республіки.

## Історія
7 лютого 2011 р. Президент Нагірно-Карабаської Республіки Бако Саакян прийняв відомого геолога, академіка Григорія Габріелянца, мистецтвознавців Самвела Ованнісяна і Юрія Григоряна.
У ході зустрічі сторони обговорили питання відкриття музею образотворчого мистецтва в карабаському місті Шуші. Глава держави вважає важливим відкриття музею в Шуші, підкресливши, що це надасть нового імпульсу розвитку культури і туризму як в місті, так і у всій республіці.
Офіційне відкриття Державного музею образотворчого мистецтва Нагірного Карабаху відбулося 9 травня 2013 року.

## Будівля
Для Державного музею образотворчого мистецтва була відновлена одна з історичних будівель міста Шуші, побудована в XIX столітті і зруйнована під час гострої фази конфлікту в Нагірному Карабасі. Від будинку уцілів лише фасад будівлі. В ході реставрації будівлі був відновлений його історичний вигляд. Будівля двоповерхова, складається з декількох залів, художнього салону, де продаються сувеніри, і фоє зі сценою.

## Колекція
Картинний фонд музею складається тільки з дарів і зібраний з ініціативи колишнього міністра геології СРСР, професора, нині радника президента Нагірного Карабаху Григорія Габріелянца. Картини безоплатно відправлялися з Вірменії, Грузії, Росії, Литви, Туркменістану, Узбекистану, Польщі, Франції, США, Ефіопії, Монголії, Єгипту, Індонезії, Гаїті, Мадагаскару та інших країн. На дату відкриття в музеї було зібрано понад 400 картин.